# Centropogon uncinatus
Centropogon uncinatus är en klockväxtart som beskrevs av Alexander Zahlbruckner. Centropogon uncinatus ingår i släktet Centropogon och familjen klockväxter. Inga underarter finns listade i Catalogue of Life.